# Certés
Certés (auch Certers oder Serters) ist ein Dorf in der Gemeinde Sant Julià de Lòria in Andorra. Bei der Volkszählung 2024 hatte es 84 Einwohner.

## Geographie
Certés liegt auf einer Höhe von 1315 Metern. Wie Aixirivall, Auvinyà, Fontaneda und Nagol gehört Certés zu den Dörfern, die nicht innerhalb, sondern oberhalb des Valira-Tals angesiedelt sind. Certés liegt 5,5 Kilometer nordöstlich von Sant Julià de Lòria. Das Dorf ist über die Straße CS-120 sowie über den Fernwanderweg GR 7 von der Stadt Sant Julià de Lòria erreichbar.